# Космічний центр Утіноура
31°15′07″ пн. ш. 131°04′55″ сх. д. / 31.251944444444° пн. ш. 131.08194444444° сх. д.
Космічний центр Утіно́ура — космодром, розташований на узбережжі Тихого океану поблизу японського міста Кімоцуки (в минулому Учіноура), в префектурі Каґошіма.

## Історія космодрому
До момента створення Японського агентства аерокосмічних досліджень (JAXA) в 2003 році, він позначався як Космічний центр Каґошіма і працював під егідою Інституту Космонавтики і Аеронавтики (Institute of Space and Aeronautical Science, ISAS).

## Технічна характеристика космодрому
З космодрому Учіноура стартують твердопаливні ракети-носії «Мю», які застосовувалися для усіх запусків японських космічних апаратів наукового призначення, а також геофизичні і метеорологічні ракети. Космічні апарати, можуть мати нахил орбіти в межах від 29° до 75° до площини екватора. Центр має в розпорядженні станції космічної телекомунікації для забезпечення польотів міжпланетних станцій.
Будівництво Космічного центру Каґошіма, призначеного для експериментальних запусків великих ракет було почато в 1961 році, і завершено в лютому 1962 року. Раніше, до створення цього стартового комплексу, випробувальні запуски японських ракет «К150», «К245» і «Каппа» здійснювалися з випробувальної ракетної бази Акіта в Мітігаве, з середини 1950-х до 1960-х. Проте запуск великих ракет вимагав ширшу акваторію для падіння відпрацьованих ступенів, чим вузьке Японське море.
Після оцінки переваг і недоліків різних майданчиків, для будівництва космодрому було вибрано місто Учіноура в префектурі Каґошіма, розташований прямо на узбережжі Тихого океану. При зведенні комплексу конструктори використали переваги природного горбистого ландшафту.
Твердопаливні ракети, створені в Японії, як правило, отримували назви по буквах грецького алфавіту -«Альфа», «Бета», «Каппа», «Омега», «Ламбда», й «Мю», деякі букви були пропущені внаслідок скасування проектів. Сімейство ракет «Мю», що використовується і понині, є найпотужнішим і складнішим.
Першим ракетним запуском, здійсненим з нового майданчика, став запуск ракети «К150», що була зменшеною копією ракети «Каппа», в серпні 1962 року. Після цього почалися повномасштабні випробування ракет серій «Каппа» і «Ламбда», з паралельним форсуванням робіт за програмою «Мю». 11 лютого 1970 року, після чотирьох аварій, експериментальний супутник був успішно виведений на орбіту за допомогою ракети «Ламбда-4S» («L-4S-5»). Космічний апарат «Осумі» (названий на честь півострова в префектурі Каґошіма) став першим японським штучним супутником Землі. Надалі, значний прогрес в створенні ракет класу «Мю» дозволив здійснювати один запуск наукового космічного апарата на рік. Останнє покоління ракет «Мю-5» уперше продемонструвало свої можливості запуском дослідницького супутника «MUSES-B» («Харука») в лютому 1997 року.

## Перспективи космодрому
Після переходу ISAS до складу JAXA, космодром був перейменований в Космічний центр Учіноура, і за ним були збережені запуски важких твердопаливних ракет наукового призначення.